# Liste der Bodendenkmäler in Rees
Die Liste der Bodendenkmäler in Rees enthält die denkmalgeschützten unterirdischen baulichen Anlagen, Reste oberirdischer baulicher Anlagen, Zeugnisse tierischen und pflanzlichen Lebens und paläontologischen Reste auf dem Gebiet der Stadt Rees im Kreis Kleve in Nordrhein-Westfalen (Stand: September 2020). Diese Bodendenkmäler sind in Teil B der Denkmalliste der Stadt Rees eingetragen; Grundlage für die Aufnahme ist das Denkmalschutzgesetz Nordrhein-Westfalen (DSchG NRW).
| Bild           | Bezeichnung                                   | Lage                            | Beschreibung | Bauzeit | Eingetragen seit   | Denkmal- nummer |
| -------------- | --------------------------------------------- | ------------------------------- | --- | ------- | ------------------ | --------------- |
|                | Motte Haus Aspel                              | Haldern Haus Aspel              | Künstl. Hügel mit Plateau auf der 100 m langen und 75 m breiten Insel im Aspeler Meer, Sitz der seit 1237 wüsten und seit 1444 abgebrochenen Hauptburg; Fundamente einer Turmmauer und einer runden Zisterne sind noch erhalten.                            |         | 10.03.1982         | B 01            |
|                | Burgwüstung Haldern                           | Haldern Sonsfeld                | Mittelalterliche Burgwüstung im Sonsfeldschen Bruch in Form einer zweiteiligen Grabenanlage. Die maximale Ausdehnung der ehem. Hauptburg beträgt 200 × 70 m, getrennt von der ehemals nordwestlich gelegenen Vorburg.                                       |         | 10.03.1982         | B 02            |
| weitere Bilder | Wasserburg Haus Empel                         | Empel Burgweg                   | Ausgedehnte Reste einer mittelalterlichen Wasserburg Wüstung. Die zweiteilige Anlage besteht aus einem fast quadratischen Grabenrechteck, der ehem. Vorburg; daran anschließend die Hauptburg, begrenzt von einem Teich und künstlichen Gräben.             |         | 17.01.1983         | B 03            |
|                | Wohnturm Battenberg                           | Haldern                         | Wohnturm mit Grabenanlage |         | 18.01.1983         | B 04            |
|                | Abschnittsbefestigung Mühlenheide             | Haldern Schledenhorster Straße  | Mittelalterliche oder noch ältere Abschnittsbefestigung, die erst sekundär für die Aufstellung einer Windmühle verwendet wurde. Der Graben umgibt segmentförmig einen künstlichen Hügel von großer Ausdehnung, Kuppe ca. 3,50 m über der Grabensohle.       |         | 20.01.1983         | B 05            |
|                | Windmühlenhügel                               | Haffen-Mehr Galaystraße         | Runder Hügel von 35 m Durchmesser und 1,10 m Höhe in der Flur "Das Schrau". Eingegrabene Stellung in der NW-Seite. Von Süden führt ein schmaler Wegedamm auf den Hügel, genutzt als Zufahrt auf den ehemaligen Windmühlenhügel.                             |         | 02.02.1983         | B 06            |
|                | Laakhausener Landwehr                         | Heeren-Herken Halderner Straße  | 50 m langer Wallrest der Laakhausener Landwehr an kleiner Waldparzelle. Der Wall ist außerhalb der Waldparzelle ausplaniert. Der Wallrest misst ca. 5,5 m an der Basis bei einer Höhe von 1,6 m gegenüber der Grabensohle und 0,95 m gegenüber der Umgebung |         | 02.02.1983         | B 07            |
|                | Burghügel "Motte" Schloss Bellinghoven        | Haffen-Mehr Schlossstr.         | Ehem. Burghügel mit Keramikfunden schließt auf eine Besiedelung in einer befestigten Niederungsburg (Motte) im frühen Mittelalter. Das Niveau des 50 × 40 m umbauten Innenhofes, umschlossen von einer Grabenanlage, liegt ca. 2 m über der Umgebung.       |         | 15.11.1985         | B 08            |
|                | Burgwüstung Rosau                             | Esserden Zur Rosau              | Rundes, im Durchmesser ca. 55 m breites Plateau mit umlaufender Grabensenke ohne obertägige Reste. Mittelalterliche Siedlungswüstung hinter dem im 15. Jh. ausgebauten Banndeich, der in einem markanten Knick hierum verläuft.                             |         | 18.07.1988         | B 09            |
|                | Landwehr Bienen                               | Bienen                          | Vom Banndeich bis zum Millinger Meer verläuft auf einer Teilstrecke von 1,3 km ein Entwässerungsgraben (sogen. Landwehr), eingefasst mit Baumreihen. Die Grabenseite an der Sohle beträgt 2,45 m, die Höhe bis zum Straßenniveau ca. 3 m.                   |         | 18.07.1988         | B 10            |
|                | Wasserburg Hueth                              | Bienen Alter Deichweg           | 2-teilige Anlage des herrschaftlichen Hauses Hueth, umschlossen von einem weitläufigen Grabensystem. Ziegelmauerreste im Bereich der Hauptburginsel weisen auf erhaltenes Bodenarchiv hin, Gräben sind teilw. verlandet bzw. angeschüttet; b 15 m, t 3,4 m  |         | 11.09.1989         | B 11            |
|                | Tillhaus                                      | Grietherbusch Grietherbusch 25  | Spätmittelalterliche Warft, gelegen auf der von alten Rheinarmen umschlossenenen ehem. Wardt Grietherbusch. Gebäuderuine mit Umfassungsmauer, Kellergewölbe und Böschungsmauer auf künstl. Anhöhe. Sicherungsgräben in Rudimenten erhalten.                 |         | 02.10.1995         | B 12            |
|                | Alter Hafen                                   | Rees Deichstraße                | Flussbett östl. der Reeser Stadtbefestigung zwischen Rhein und Deich. Seit dem 17. Jh. Nutzung des Altrheins als Hafen. Bereich des Hafenbeckens ist durch Geländekanten deutlich sichtbar; SW Schleusengraben und Sicherungswälle gut erhalten.            |         | 21.06.2001         | B 13            |
|                | Mittelalterliche Stadtumwehrung               | Rees                            | Mit Mauern, kasemattiertem Wall und Graben in weiten Bereichen, Fundamente im Boden erhalten. Im O vorgelagerter Graben als Grünanlage, im N Wall- und Grabenbereiche obertägig sichtbar im S Befestigungsanlagen am besten erhalten.                       |         | 21.06.2001         | B 14            |
|                | Siedlung- frühmittelalterliche Stadtumwehrung | Rees                            | Von der mittelalt. innerstädt. Bebauung ist der Stadtgrundriss mit zentralem Marktplatz erhalten. Erste Siedlung mit Handelsplatz auf einer Rheininsel, Ringwall aus Holz und Erde. 1228 Ausweitung des Areals, mit Türmen, Mauern und Gräben befestigt.    |         | 13.12.2001         | B 15            |
|                | Siedlungsplatz "Wolfersom"                    | Rees Bergswick 7                | Arch. Hinterlassenschaft eines Siedlungsplatzes der Eisen- u. Röm. Kaiserzeit, bauliche Reste, Gräber und sonst. arch. Befunde, Bodenveränderungen und Funde mitsamt dem sie umgebenden Boden u. den angrenzenden Uferbereichen ehem. Gewässerrinnen        |         | 13.02.2013         | B 16            |
|                | Haffensche Landwehr                           | Haffen-Mehr, Bergswick, Haldern | Von der Nordwestspitze des Haagener Meeres bis zur Schleuse am alten Banndeich bei Bergswick trennt die Haffensche Landwehr die beiden Bruchgebiete; Länge des Landwehrgrabens 3 km. Spätmittelalterliche Grenze als Entwässerungsgraben angelegt.          |         | 01.09.2014         | B 17            |
|                | Altdeich Klever Banndeich                     | Haffen-Mehr                     | Teilstück eines frühneuzeitlichen klevischen Banndeiches |         | 17. und 23.05.2016 | B 18            |
|                | Brunnen vor der Stadtmauer                    | Rees Promenade                  | Ab ca. 1 m Tiefe mittelalterliche Brunnenanlage, deren Konus mit Abdeckung erst um 1900 aufgesetzt worden sein muss. Das Gestänge im Brunnenschacht besteht aus einem Saugrohr, montiert um 1900.                                                           |         | 11.09.1989         | B 19            |